# 聞慶銭氏
聞慶銭氏（ムンギョンジョンし、朝鮮語: 문경전씨）は、朝鮮の氏族の一つ。本貫は慶尚北道聞慶市である。2015年の調査では、3,018人である。

## 歴史
始祖の錢愉謙は、中国・元の竜図閣直学士を務めた。1351年に恭愍王に降嫁された魯国公主の師父として高麗に入国した。錢愉謙は平章事を任官され、崔瑩の妹と結婚した。開城の天章橋の隣に定住した。政堂文学になった後、1388年に李成桂の威化島回軍に崔瑩が殺され、高麗が滅びると李成桂に抵抗したが、失敗し冠山に流刑されて、その後は聞慶の鳥嶺山の南側に居住した。

## 人物
- 銭鎮漢：大韓民国初代社会部長官
- 銭昌源：東国大学名誉教授、貿易研究院院長
- 銭中煥：浦項工科大学名誉教授
- 銭相勲：ソウル大学医学部胸部学教室教授
- チョン・イナ：俳優

## 集姓村のある地域
- 慶尚北道聞慶郡
- 慶尚北道尚州市
- 大邱広域市
- 釜山広域市
- ソウル特別市
- 全羅南道羅州市
- 全羅南道和順郡
- 忠清北道槐山郡[3]

## 人口
- 1985年 656世帯、2,699人
- 2000年 1,705世帯、5,535人
- 2015年 3,018人[1]